# Kehytschiwka
Kehytschiwka (ukrainisch Кегичівка; russisch Кегичёвка Kegitschjowka) ist eine Siedlung städtischen Typs in der Ukraine und war bis Juli 2020 das administrative Zentrum des gleichnamigen Rajons Kehytschiwka im Südwesten der Oblast Charkiw mit etwa 6.000 Einwohnern (2016).

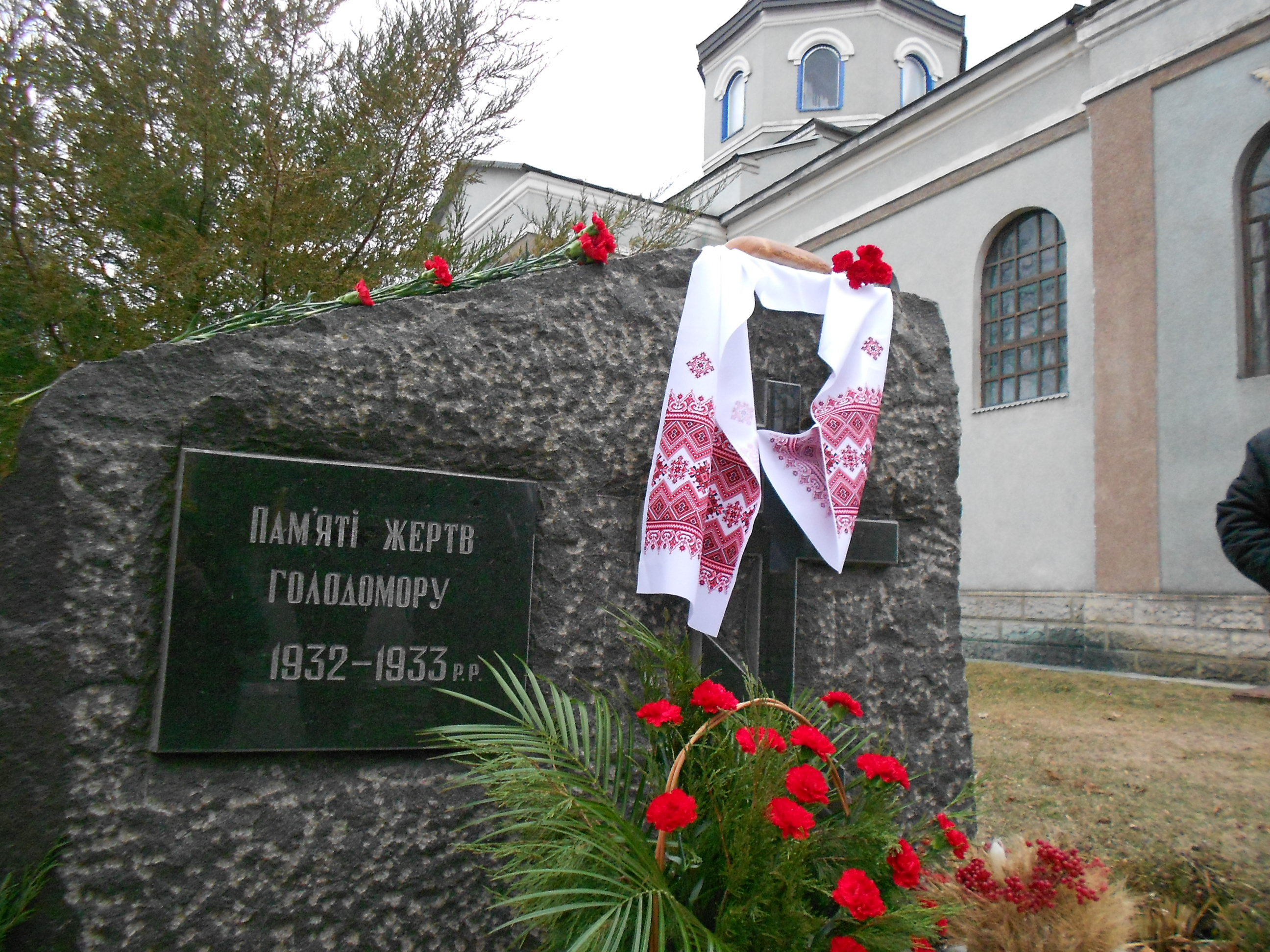
Mahnmal für die Opfer des Holodomor

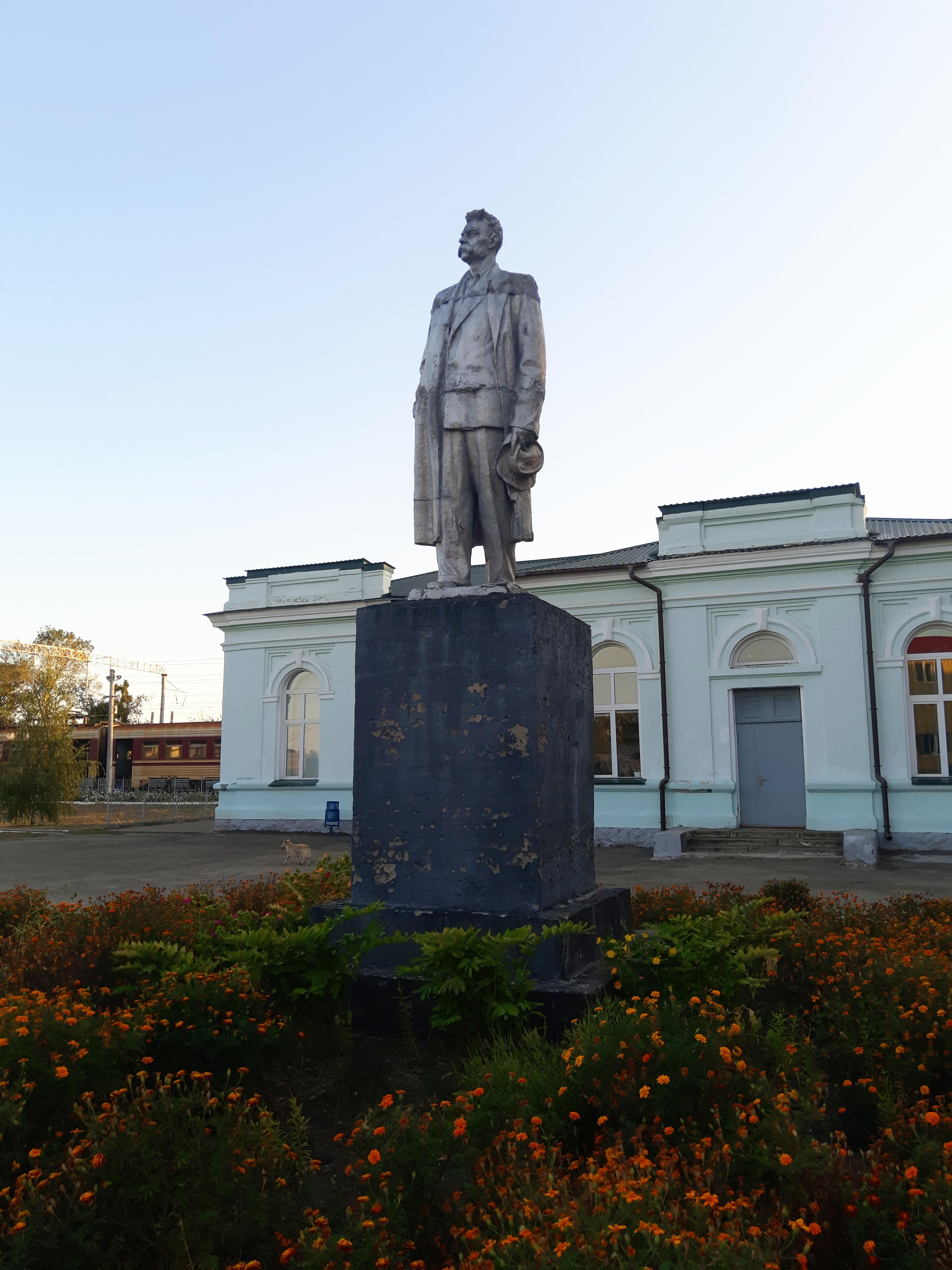
Denkmal im Ort

## Geographie
Kehytschiwka liegt 115 km südwestlich des Oblastzentrums Charkiw. Die Stadt hat einen Bahnhof an der Bahnstrecke Krasnohrad – Losowa.

## Geschichte
In der Mitte des 18. Jahrhunderts gegründet wurde Kehytschiwka 1923 Rajonzentrum und erhielt 1957 den Status einer Siedlung städtischen Typs.

## Verwaltungsgliederung
Am 12. Juni 2020 wurde die Siedlung zum Zentrum der neugegründeten Siedlungsgemeinde Kehytschiwka (Кегичівська селищна громада/Kehytschiwska selyschtschna hromada). Zu dieser zählen auch die Siedlung städtischen Typs Sloboschanske, die 36 in der untenstehenden Tabelle aufgelisteten Dörfer sowie die 2 Ansiedlungen Krasne und Wilne, bis dahin bildete sie zusammen mit den Dörfern Antoniwka und Selena Dibrowa die gleichnamige Siedlungratsgemeinde Kehytschiwka (Кегичівська селищна рада/Kehytschiwska selyschtschna rada) im Südwesten des Rajons Kehytschiwka.
Am 17. Juli 2020 kam es im Zuge einer großen Rajonsreform zum Anschluss des Rajonsgebietes an den Rajon Krasnohrad.
Folgende Orte sind neben dem Hauptort Kehytschiwka Teil der Gemeinde:
| Name                                | Name                       | Name                                  |
| ukrainisch transkribiert            | ukrainisch                 | russisch                              |
| ----------------------------------- | -------------------------- | ------------------------------------- |
| Andrijiwka                          | Андріївка                  | Андреевка (Andrejewka)                |
| Antoniwka                           | Антонівка                  | Антоновка (Antonowka)                 |
| Bessarabiwka                        | Бессарабівка               | Бессарабовка (Bessarabowka)           |
| Dalnje                              | Дальнє                     | Дальнее (Dalneje)                     |
| Hutyriwka                           | Гутирівка                  | Гутыревка (Gutyrewka)                 |
| Kaljuschyne                         | Калюжине                   | Калюжино (Kaljuschino)                |
| Kalyniwka                           | Калинівка                  | Калиновка (Kalinowka)                 |
| Karabuschtschyne                    | Карабущине                 | Карабущино (Karabuschtschino)         |
| Kochaniwka                          | Коханівка                  | Кохановка (Kochanowka)                |
| Kofaniwka                           | Кофанівка                  | Кофановка (Kofanowka)                 |
| Kosatschi Majdany                   | Козачі Майдани             | Козачьи Майданы (Kosatschy Maidan)    |
| Kosazke                             | Козацьке                   | Казацкое (Kasazkoje)                  |
| Krasne                              | Красне                     | Красное (Krasnoje)                    |
| Krasnjanske                         | Краснянське                | Краснянское (Krasnjanskoje)           |
| Krutojariwka                        | Крутоярівка                | Крутояровка (Krutojarowka)            |
| Losowa                              | Лозова                     | Лозовая (Losowaja)                    |
| Mascharka                           | Мажарка                    | Мажарка                               |
| Medwediwka                          | Медведівка                 | Медведевка (Medwedewka)               |
| Nowa Parafijiwka                    | Нова Парафіївка            | Новая Парафиевка (Nowaja Parafijewka) |
| Nowoiwaniwka                        | Новоіванівка               | Новоивановка (Nowoiwanowka)           |
| Oleksandriwka                       | Олександрівка              | Александровка (Aleksandrowka)         |
| Oleksandriwske (bis 2016 Uljaniwka) | Олександрівське (Улянівка) | Александровское (Aleksandrowske)      |
| Paraskowija                         | Парасковія                 | Парасковия (Paraskowija)              |
| Pawliwka                            | Павлівка                   | Павловка (Pawlowka)                   |
| Pyssariwka                          | Писарівка                  | Писаревка (Pissarewka)                |
| Rojakiwka                           | Рояківка                   | Рояковка (Rojakowka)                  |
| Rossochuwata                        | Розсохувата                | Рассоховатая (Rassochowataja)         |
| Schewtschenkowe                     | Шевченкове                 | Шевченково (Schewtschenkowo)          |
| Schljachowe                         | Шляхове                    | Шляховое (Schljachowo)                |
| Selena Dibrowa                      | Зелена Діброва             | Зелёная Диброва (Seljonaja Dibrowa)   |
| Semljanky                           | Землянки                   | Землянки (Semljanki)                  |
| Serho                               | Серго                      | Серго (Sergo)                         |
| Sloboschanske                       | Слобожанське               | Слобожанское (Sloboschanskoje)        |
| Sofijiwka                           | Софіївка                   | Софиевка (Sofijewka)                  |
| Solotuchiwka                        | Золотухівка                | Золотуховка (Solotuchowka)            |
| Wlassiwka                           | Власівка                   | Власовка (Wlassowka)                  |
| Wowkiwka                            | Вовківка                   | Волковка (Wolkowka)                   |
| Wyssoke                             | Високе                     | Высокое (Wyssokoje)                   |
| Wilne                               | Вільне                     | Вольное (Wolnoje)                     |

## Bevölkerungsentwicklung
| 1959  | 1970  | 1979  | 1989  | 2001  | 2016  |
| ----- | ----- | ----- | ----- | ----- | ----- |
| 5.854 | 7.315 | 7.495 | 7.151 | 6.651 | 6.090 |

Quelle: